# Will Young
Will Young, all'anagrafe William Robert Young (Hungerford, 20 gennaio 1979), è un cantante e attore britannico, diventato famoso dopo aver vinto la prima edizione del concorso Pop Idol.

## Infanzia
Ha un gemello eterozigote, Rupert e una sorella maggiore, Emma. Ha studiato alla scuola secondaria privata di Norris Hill e al Wellington College.
Successivamente ha frequentato l'università di Exeter.
Nel settembre 2001, è diventato uno studente della scuola d'arte di Chiswick a Londra, cominciando un corso di tre anni in teatro musicale grazie ad una borsa di studio.

## Pop Idol
Nel febbraio 2002 ha raggiunto fama nazionale vincendo il programma televisivo della ITV Pop Idol.
Al contrario di quanto il pubblico crede, Young non ha vinto il concorso da outsider. Dopo aver battuto il grande favorito Gareth Gates nello show della finale, si seppe che Young aveva ottenuto il maggior numero di voti in sei delle nove settimane dello show. Molti spettatori occasionali sono rimasti sorpresi della vittoria di Young, in quanto Gates aveva vinto in numerosi sondaggi fatti dai giornali e da Logli.

## Carriera post-Pop Idol
Il primo singolo di Young è stato un doppio lato A con Evergreen, cover dei Westlife, e Anything Is Possible, un brano inedito scritto da Cathy Dennis appositamente per il vincitore di Pop Idol. Nel marzo 2002 questo singolo è diventato il debutto più velocemente venduto in Gran Bretagna, vendendo 403,027 copie nel giorno della sua uscita (1,108,659 copie nella prima settimana). Il singolo vendette oltre 1 milione e settecentomila copie, raggiungendo l'undicesimo posto nella classifica ufficiale dei singoli più venduti di tutti i tempi in Gran Bretagna compilata in quell'anno.
Will successivamente ha rivelato di essere gay a Logli, al fine di anticipare l'outing preparato da un tabloid. Ha anche affermato di non averlo mai nascosto e di essere perfettamente a suo agio con la sua sessualità. Ha vinto il Brit Award come migliore rivelazione e numerosi altri premi. Gli altri singoli degni di nota sono The Long and Winding Road (in duetto con Gareth Gates), Light My Fire (cover della versione di José Feliciano della celebre canzone di "The Doors"), Leave Right Now (tutti hanno raggiunto la numero uno della classifica britannica) e Friday's Child, che è anche il titolo del suo secondo album, contenente numerosi brani di cui è il coautore. Il disco è stato cinque volte disco di platino, ha ricevuto numerosi premi e i favori della critica.
Ha vinto un secondo Brit Award, nel febbraio 2005, per il singolo Your Game, scritto in collaborazione con Blair MacKichan. Dopo un tour nei teatri nel 2004 che ha registrato il tutto esaurito, nell'estate 2005 ha partecipato ad alcuni festival europei. Il 6 luglio 2005 si è esibito all'Edinburgh 50,000 - The Final Push, l'evento conclusivo del Live 8, concerto di beneficianza ad Edimburgo in favore dell'Africa, dove ha fatto un duetto con James Brown cantando Papa's Got A Brand New Bag. Successivamente, lo stesso anno, Young ha incontrato e stretto amicizia col comico David Walliams, partecipando allo spettacolo live a Manchester di Little Britain, e registrando con Walliams un podcast in cui i due parlano di vari aspetti della carriera di Will. Il podcast è disponibile sul sito di Young o su iTunes.
Il suo terzo album, Keep On, è stato pubblicato nel novembre 2005, in contemporanea con il primo singolo estratto Switch It On. Sempre dal questo disco sono stati estratti un secondo singolo, All time love, che ha raggiunto il numero 3 delle classifiche e un terzo, Who Am I, (pubblicato nell'aprile 2006), accompagnato da un video innovativo ispirato ad un vecchio episodio dello show per bambini Blue Peter. Il 1º maggio 2006, Young è stato votato come l'artista britannico preferito di tutti i tempi in un sondaggio di una radio commerciale, superando Robbie Williams, Paul McCartney e le Spice Girls. Il 20 maggio 2006, ha cantato "Who Am I", "Leave Right Now" and "Love the One You're With" al trentesimo compleanno di Prince's Trust.

## Carriera da attore
Young ha aggiunto al suo repertorio la recitazione quando ha accettato il ruolo di Bertie nel film della Lady Henderson presenta, con Judi Dench e Bob Hoskins. Il film, uscito in Gran Bretagna nel novembre 2005, ha ottenuto ottime recensioni. Nel film Young, oltre a confrontarsi con la recitazione, si esibisce nel suo campo. Ha inoltre impersonato un eccentrico assistente sociale nel telefilm inglese Skins. È uno dei protagonisti del telefilm I fantasmi di Bedlam, trasmesso in Italia da Fox e da Vodafone TV.

## Filantropia
Young sostiene la Woman's Aid, circa la quale scrive "I am proud to put my name beside this cause and hope that I may be able to help more people affected by the terrors of domestic violence as well as help to create a wider awareness within our society." ("Sono orgoglioso di mettere il mio nome accanto a questa causa e spero di poter aiutare più persone colpite dalle paure della violenza domestica come anche di creare una più ampia consapevolezza nella nostra società ").
Young appoggia anche Mencap, The Children's Society Safe and Sound Campaign, and Positive Action Southwest (PASW), per la quale si è esibito nel suo primo concerto solista, nel luglio 2003 alla Killerton Hall a Exeter.
Young è ambasciatore per la Prince's Trust sin da 2002.

## Vita personale
Nel marzo 2002 Young ha dichiarato di essere gay, anticipando un tabloid che ne avrebbe rivelato l'omosessualità. Ha anche dichiarato di non essersi mai nascosto e di non avere problemi con la questione.

## Controversie
Nel marzo 2012, nel corso della popolare trasmissione televisiva della BBC Question Time ha auspicato l'arresto del cardinale Keith O'Brien, arcivescovo cattolico di Edimburgo, "colpevole" - nella visione di Young - di essersi espresso sfavorevolmente nei confronti del matrimonio gay. Di fronte all'osservazione della giornalista Janice Atkinson che in questo modo tutti i religiosi dovrebbero finire in cella per i propri convincimenti, Young ha risposto testualmente: "Yes, rightfully so!" ("Sì, sarebbe giusto così").

## Discografia

### Album in studio
- 2002 – From Now On (UK #1)
- 2003 – Friday's Child (UK #1)
- 2005 – Keep On (UK #2)
- 2008 – Let It Go (UK #2)
- 2011 – Echoes (UK #1)
- 2015 – 85% Proof (UK #1)
- 2019 – Lexicon (UK #2)
- 2021 – Crying On The Bathroom Floor (UK #3)
- 2024 – Light It Up (UK #5)

### Raccolte
- 2009 – The Hits (UK #7)
- 2013 – The Essential (UK #15)
- 2022 – 20 Years: The Greatest Hits (UK #6)

### Singoli
- 2002 – Anything Is Possible / Evergreen (UK #1)
- 2002 – Light My Fire (UK #1)
- 2002 – The Long And Winding Road (con Gareth Gates) (UK #1)
- 2002 – Don't Let Me Down / You And I (UK #2)
- 2003 – Leave Right Now (UK #1)
- 2004 – Your Game (UK #3)
- 2004 – Friday's Child (UK #4)
- 2005 – Switch It On (UK #5)
- 2006 – All Time Love (UK #3)
- 2006 – Who Am I (UK #11)
- 2008 – Changes (UK #10)
- 2008 – Grace (UK #33)
- 2009 – Let It Go (UK #58)
- 2009 – Hopes & Fears (UK #65)
- 2011 – Jealousy (UK #5)
- 2011 – Come On (UK #83)
- 2012 – Losing Myself (UK #72)
- 2012 – I Just Want a Lover
- 2015 – Love Revolution (UK #103)
- 2015 – Thank You
- 2015 – Joy
- 2015 – What the World Needs Now
- 2019 – All the Songs
- 2019 – My Love
- 2021 – Daniel
- 2021 – Elizabeth Taylor
- 2021 – Crying On The Bathroom Floor
- 2022 – Why Does It Hurt
- 2024 – Falling Deep
- 2024 – Midnight
- 2024 – Light It Up